# سبخة ملول

خريطة السبخة

سبخة ملول هي عبارة عن بحيرة كبيرة من المياه المالحة تقع في بلدية قلال بـ دائرة عين ولمان الكائنة في ولاية سطيف الجزائر.

## تصنيف السبخة
موقع السبخة مدرج ضمن مواقع رامسار(1)،

## الموقع
تقع سبخة ملول جنوب قائمقامية بلدية قلال التابعة لدائرة عين ولمان الكائنة في ولاية سطيف الجزائر، تبعد عن ساحل البحر الأبيض المتوسط بحوالي 96 كم والذي يقع شمالها..بالقرب من الطرق الوطني رقم 28 ، والطريق الوطني رقم 78.

## جيولوجيا
تضاريس المنطقة مسطحة نسبيًا مع منحدر لا يتجاوز 3 ٪ وتتكون حصريًا من صخور الحجر الجيري. متوسط الارتفاع هو 2 متر فوق قاع المنخفض. تشكلت الأرضية هي أتربة رسوبية من العصر الرباعي، والتكوينات غير تكتونية. تتكون السبخة من الطين الملحي وينسب مصدر الملح إلى العصر الترياسي.

## الحياة البرية
تمتاز منطقة السبحة بوجود العديد من الحيوانات المستقرة أو المهاجرة.

## الهوامش
1: التي تم ذكرها في اتفاقية رامسار (اتفاقية الأراضي الرطبة ذات الأهمية الدولية وخاصة بوصفها موئلا للطيور المائية).